# 極峰
極峰（日语：ヴィルシーナ），是日本純種競賽馬匹。生涯活躍於一哩至中距離賽事，曾於2012年雌馬三冠所有賽事中均取得亞軍的優秀戰績，其後更於2013年及2014年連霸維多利亞一哩賽。

## 出賽前
2009年3月5日出生於北海道安平町北部牧場，成長途中被前棒球選手兼馬主、被稱謂「大魔神」的佐佐木主浩以3885萬日圓購入。
其後交由栗東訓練中心練馬師友道康夫訓練。

## 競賽生涯

### 2歲
2011年8月28日出戰札幌競馬場2歲新馬戰，比賽途中保持於第三的位置，進入直路後成功於內欄發揮優秀的末腳取得首勝。
其後陣營原定安排其出戰札幌兩歲錦標，但再三考慮過後決定轉戰條件戰黃菊賞，雖然於其中表現良好，但仍然無法超越前方的光明前途及Premium Blue以第三完賽。
12月陣營有意安排其角逐一級賽阪神兩歲牝馬錦標，但最終累積獎金不足下被排除於出賽名單外，最終轉戰條件戰歐石楠賞。比賽開始後其於第二的位置推進，面對較慢的步速其逐步前進，最終於直路成功超越領放馬取得領先，保持優勢下再度奪得冠軍。

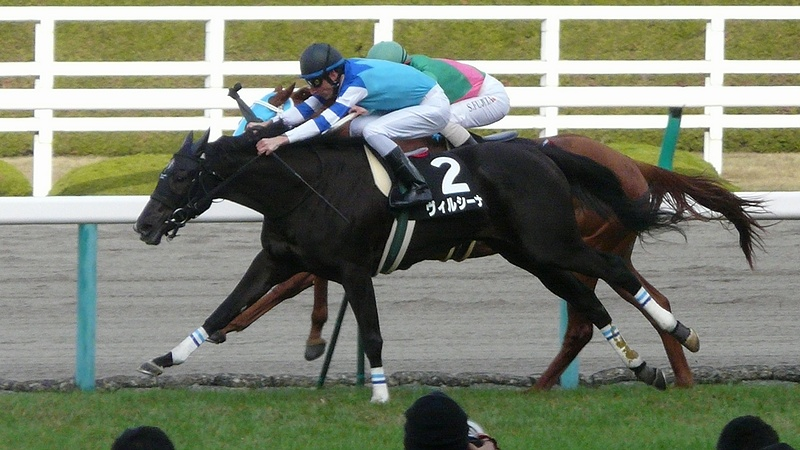
出戰歐石楠賞的極峰

### 3歲
2012年首戰爲皇后盃，改由岩田康誠策騎。比賽開始後，其仍然採用拿手的先行戰術於第二的位置推進，並於慢步速的比賽流向下選擇以緩慢的步伐保留體力。進入直路後，其隨即運用餘力衝刺保持自身於第二的位置，最終於直路終端超越領放馬Arafune並一舉取得首個分級賽冠軍。
其後出戰櫻花賞，由於騎師岩田選擇策騎由其主戰的賽駒貴婦人，因而由內田博幸代策騎。比賽開始後，即使其處於第15檔的外檔位置發走，其仍然選擇積極搶佔位置，成功於先頭外檔位置展開推進。通過最後彎道閃入內欄位置準備加速，及後超越領放馬取得領先並進入獨走狀態。直路中段，貴婦人及I'm Yours由外檔開始殺上，三駒隨即展開對領先的爭奪，雖然極峰成功抵擋I'm Yours的追擊，但於最後關頭被貴婦人超越，最終以1/2馬位差距落敗得第二。
5月20日出戰優駿牝馬（日本橡樹大賽），賽前僅次於Midsummer Fair取得第二人氣。比賽開始後，其於約莫第六的先頭位置，但於比賽途中面對領放馬積極做出的快步速，騎師內田決定控制其速度墮後以保留於直路加速的體力。進入直路後，其隨即由中團位置發力衝出，於中段超越前方對手並取得領先。然而此時於後方的貴婦人再次以凌厲的姿態殺到，極峰無法抵擋攻勢下瞬間被超越對手超越，其後僅被對手不斷拉開失去反超的機會，最終以5馬位差距落敗得第二。
夏季於北海道放草過後出戰秋季的玫瑰錦標，比賽初段其改變策略選擇於貴婦人後方追走，並以緩慢的速度等待時機。雖然進入直路後跑出不俗的速度，但仍然未能阻止貴婦人進入獨走的狀態，最終第三度敗於對手得第二。
10月14日出戰秋華賞，作爲此前雌馬三冠戰線的上位馬於賽前奪得第二人氣。比賽開始後，其隨即搶奪先頭位置並展開領放，雖然初段一度帶離主馬群體，但隨後騎師內田便控制其速度以保存體力。通過第二彎道進入對面直路後，一直處於第二的第十五人氣伏兵Cherry Medusa不斷由隊伍最後方加速爬升，於第三彎道取代極峰成爲前領馬，其後更繼續突放拉開主馬群。進入直路後，一直貼欄領放的極峰並未選擇繼續於內欄位置衝刺，而是逐步外閃移出中檔加速。此時後方的貴婦人亦憑藉其末腳速度衝出，兩駒隨即以平頭的姿態一同追擊前方的Cherry Medusa，輕鬆超越對手後亦繼續以平頭的姿態衝線。最終經過賽後的審議及討論，賽會宣判極峰以7厘米細微差距落敗，第四度敗於貴婦人之下獲得亞軍。

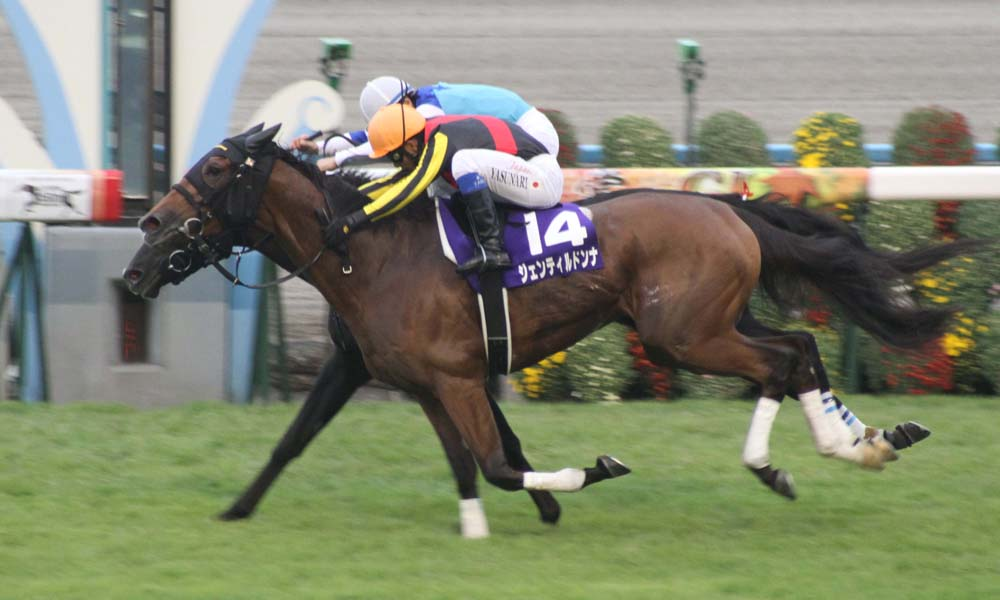
出戰秋華賞的極峰（內欄白帽）

11月11日出戰女皇伊利沙伯二世盃，將首次和年長馬匹決戰，賽前成功奪得第一人氣。比賽開始後，其於積極的搶奪位置之中成功進佔第四，並於比賽途中保持平均的速度。進入直路後，其抽出外檔望空加速，但於軟地之上未能發揮最佳的末腳能力，於最後關頭被Rainbow Dahlia超越，最終以頸位差距落敗奪得五連亞。

### 4歲
2013年以產經大阪盃作爲首戰，雖然於進入直路時處於第三的有利位置，但於直路途中不斷失速後退，最終以第六完賽。

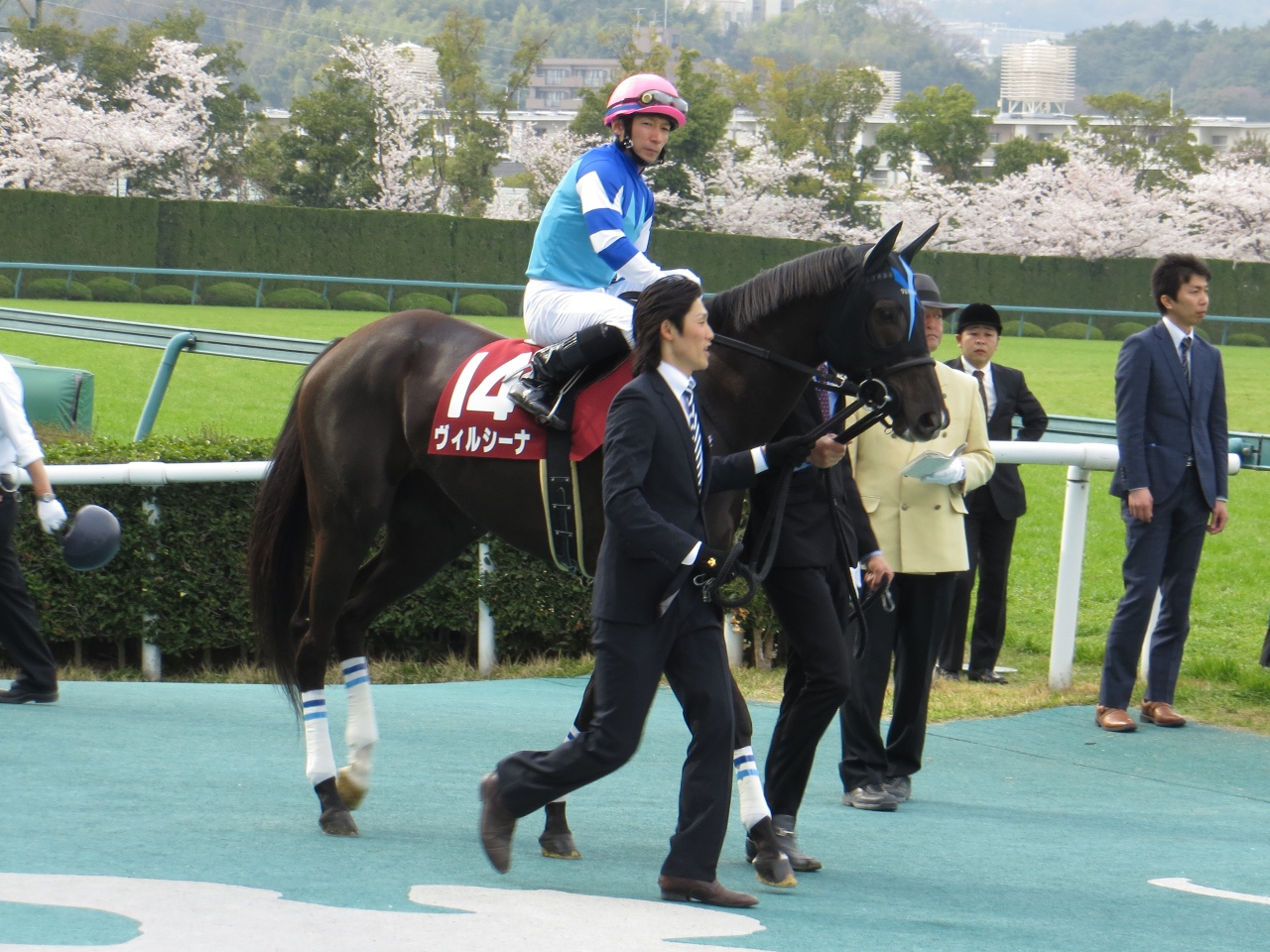
產經大阪盃沙圈

5月12日出戰維多利亞一哩賽，比賽初段順利出閘下於第二的位置追趕前方的領放馬I'm Yours推進，比賽途中一直維持此節奏。進入直路後，其趁I'm Yours力弱時加速佔先，但此時內欄的伊莎寶亦開始衝刺，並以凌厲的勢頭超越領先的極峰。然而進入直路中段，極峰終於發揮自身的末腳能力不斷加速，於最後50米處反超伊莎寶，隨後繼續保持速度抵擋外檔上前的捕鯨之旅，最終兩駒以平頭姿態衝線。經過賽後的審議，賽會確認極峰以鼻位的細微優勢壓贏對手，成功奪得生涯首個一級賽冠軍。
其後繼續於東京競馬場出戰安田紀念，但於直路上不斷失速之下，最終以第八大敗。
入秋後其突然轉弱進入低潮期，先於京都大賞典以第八落敗，其後更於女皇伊利沙伯二世盃因爲直路失速而以第十大敗。
11月24日出戰日本盃和貴婦人再度決戰，然而於其中毫無良眼表現之下僅獲第七。

### 5歲
2014年年初仍然未擺脫鬥志低落的問題，於2月的東京新聞盃再度因爲失速以第十一完賽，其後出戰阪神牝馬錦標因爲縮程未能習慣再度獲得第十一。
5月18日出戰維多利亞一哩賽，由於近期戰績慘淡且狀態不佳，其於賽前僅獲得第十一的低人氣。比賽開始後，縱使其處於較外檔的第14檔，但仍然積極搶佔位置閃入內欄進行領放。比賽途中其一直保持平均的步速帶領馬群前進，並於直路入口仍然保持領先。進入直路後，後方的馬匹紛紛發力加速，此時極峰開始失去狀態並稍微後退，所幸騎師內田加鞭後其重新回復鬥志，繼續衝刺之下成功保持優秀，最終拉開名將間風1/2馬位之下以爆冷的姿態成爲首匹連霸此賽事的賽駒。
贏得維多利亞一哩賽後，陣營認爲若果繼續出戰安田紀念會組成其負擔過重甚至導致秋季的狀態下降，因而安排其轉戰日程較後的寶塚紀念。比賽開始後，其隨即搶奪位置進行領放，並做出前1000米62.4秒的超慢步速。進入直路後，其繼續保持速度行進，雖然最終敗於黃金船及機伶迷宮得第三，但成功贏過節奏崩壞下僅得第九的貴婦人，首次比其早通過終點線。
放草過後原定以府中牝馬錦標作爲熱身戰，但由於主戰騎師內田落馬受傷，陣營未能定下代打之騎師下決定避戰，改爲直走女皇伊利沙伯二世盃，但於其中未能發揮實力以第十一大敗。
其後陣營宣佈將以有馬紀念作爲其退役戰，一路領放之下於直路失速，最終以第十四完賽。
完成有馬紀念後按照計劃退役，並於12月28日取消日本中央競馬會的賽駒註冊。

### 詳細賽績
| 日期       | 舉辦國家 | 馬場 | 距離   | 級別 | 賽事名稱           | 負重 | 騎師     | 馬號 | 出馬 | 名次 | 時間   | 頭馬（二馬）        |
| ---------- | -------- | ---- | ------ | ---- | ------------------ | ---- | -------- | ---- | ---- | ---- | ------ | ------------------- |
| 28/8/2011  | 日本     | 札幌 | 草1800 |      | 2歳新馬            | 54   | 福永祐一 | 5    | 11   | 1    | 1:55.2 | （Golden Crown）    |
| 13/11/2011 | 日本     | 京都 | 草1800 |      | 黄菊賞             | 54   | 福永祐一 | 6    | 10   | 3    | 1:47.6 | Brightline          |
| 11/12/2011 | 日本     | 阪神 | 草2000 |      | 歐石楠賞           | 54   | 曼迪沙寶 | 2    | 10   | 1    | 2:04.1 | （Tagano Rayonner） |
| 11/2/2012  | 日本     | 東京 | 草1600 | GIII | 皇后盃             | 54   | 岩田康誠 | 9    | 16   | 1    | 1:36.6 | （Ichiokuno Hoshi） |
| 8/4/2012   | 日本     | 阪神 | 草1600 | GI   | 櫻花賞             | 55   | 內田博幸 | 15   | 18   | 2    | 1:34.7 | 貴婦人              |
| 20/5/2012  | 日本     | 東京 | 草2400 | GI   | 優駿牝馬           | 55   | 内田博幸 | 9    | 18   | 2    | 2:24.4 | 貴婦人              |
| 16/9/2012  | 日本     | 阪神 | 草1800 | GII  | 玫瑰錦標           | 54   | 内田博幸 | 7    | 10   | 2    | 1:47.0 | 貴婦人              |
| 14/10/2012 | 日本     | 京都 | 草2000 | GI   | 秋華賞             | 55   | 内田博幸 | 1    | 18   | 2    | 2:00.4 | 貴婦人              |
| 11/11/2012 | 日本     | 京都 | 草2200 | GI   | 女皇伊利沙伯二世盃 | 54   | 内田博幸 | 12   | 16   | 2    | 2:16.3 | Rainbow Dahlia      |
| 31/3/2013  | 日本     | 阪神 | 草2000 | GII  | 產經大阪盃         | 54   | 内田博幸 | 14   | 14   | 6    | 1:59.8 | 黄金巨匠            |
| 12/5/2013  | 日本     | 東京 | 草1600 | GI   | 維多利亞一哩賽     | 55   | 内田博幸 | 11   | 18   | 1    | 1:32.4 | （捕鯨之旅）        |
| 2/6/2013   | 日本     | 東京 | 草1600 | GI   | 安田紀念           | 56   | 韋紀力   | 15   | 18   | 8    | 1:32.0 | 龍王                |
| 6/10/2013  | 日本     | 京都 | 草2400 | GII  | 京都大賞典         | 55   | 岩田康誠 | 8    | 13   | 8    | 2:23.5 | 達標                |
| 10/11/2013 | 日本     | 京都 | 草2200 | GI   | 女皇伊利沙伯二世盃 | 56   | 岩田康誠 | 9    | 18   | 10   | 2:17.2 | 名將間風            |
| 24/11/2013 | 日本     | 東京 | 草2400 | GI   | 日本盃             | 55   | 岩田康誠 | 1    | 17   | 7    | 2:26.3 | 貴婦人              |
| 17/2/2014  | 日本     | 東京 | 草1600 | GIII | 東京新聞盃         | 56   | 内田博幸 | 15   | 14   | 11   | 1:34.4 | 捕鯨之旅            |
| 12/4/2014  | 日本     | 阪神 | 草1400 | GII  | 阪神牝馬錦標       | 54   | 内田博幸 | 7    | 13   | 11   | 1:20.8 | 醒目層次            |
| 18/5/2014  | 日本     | 東京 | 草1600 | GI   | 維多利亞一哩賽     | 55   | 内田博幸 | 14   | 18   | 1    | 1:32.3 | （名將間風）        |
| 29/6/2014  | 日本     | 阪神 | 草2200 | GI   | 寶塚紀念           | 56   | 福永祐一 | 3    | 12   | 3    | 2:14.6 | 黃金船              |
| 16/11/2014 | 日本     | 京都 | 草2200 | GI   | 女皇伊利沙伯二世盃 | 56   | 内田博幸 | 10   | 18   | 11   | 2:13.2 | 命運女神            |
| 28/12/2014 | 日本     | 中山 | 草2500 | GI   | 有馬紀念           | 55   | 内田博幸 | 2    | 16   | 14   | 2:36.1 | 貴婦人              |

## 退役後
退役後，極峰成爲了繁殖雌馬，於北海道安平町北部牧場休養，在2015年進行配種。首匹子嗣極好事於2016年出生，可於2018年出賽。2020年9月6日，極好事在新潟紀念取勝，成爲首匹勝出分級賽的賽駒。

### 主要子嗣

#### 分級賽優勝子嗣
2016年生
- 極好事（新潟紀念）

2018年生
- 神姬（府中牝馬錦標）

### 詳細繁殖資料
| 數目   | 馬名         | 出生年 | 性別 | 父系     | 練馬師                           | 馬主       | 戰績                                  |
| ------ | ------------ | ------ | ---- | -------- | -------------------------------- | ---------- | ------------------------------------- |
| 第一匹 | 極好事       | 2018   | 雄   | 夏威夷王 | 栗東・友道康夫                   | 佐佐木主浩 | 26戰5冠4亞1季（退役・種馬） 分級賽1勝 |
| 第二匹 | Leviosa      | 2019   | 雄   | 夏威夷王 | 栗東・友道康夫 →名古屋・角田輝也 | 佐佐木主浩 | 12戰1冠3亞3季（退役）                 |
| 第三匹 | 神姬         | 2018   | 雌   | 滿樂時   | 栗東・友道康夫                   | 佐佐木主浩 | 20戰5冠3亞2季（退役・繁殖） 分級賽1勝 |
| 第四匹 | Gravitas     | 2019   | 雌   | 夏威夷王 | 栗東・友道康夫                   | 佐佐木主浩 | （未出戰・繁殖）                      |
|        | （流產）     |        |      | 龍王     |                                  |            |                                       |
| 第五匹 | Vestria      | 2021   | 雌   | 金之霸   | 栗東・友道康夫                   | 佐佐木主浩 | 7戰0冠0亞0季（退役）                  |
|        | （流產）     |        |      | 神威啟示 |                                  |            |                                       |
|        | （受胎失敗） |        |      | 滿樂時   |                                  |            |                                       |
|        | （流產）     |        |      | 農神節慶 |                                  |            |                                       |

## 血統簡介
父系大震撼爲日本賽駒，爲日本賽馬史上第二匹無敗三冠馬，生涯出戰十四場賽事僅得兩場未能勝出，退役後配種成績亦極爲優秀。祖父週日寧靜是美國三冠賽雙軍馬，退役後在日本配種，在日本馬壇相當成功，贏得多項分級賽事，其子嗣贏得巨額獎金。
母系Halwa Sweet爲日本賽駒，生涯戰績不佳未能突破條件戰級別，但由於其缺少尾部的特殊外觀受到不少馬迷注意，於日本國內知名度頗高。外祖父Machiavellian爲美國出身的法國賽駒，生涯戰績優秀，曾勝出一級賽莫尼大賽及撒拉曼德大賽。

### 血統表
| 父線：週日寧靜系（Halo系）                            |                              |               |                    |
| 種馬 大震撼 2002年（棗色）                            | 週日寧靜 1986年（棕色）      | Halo          | Hail to Reason     |
| 種馬 大震撼 2002年（棗色）                            | 週日寧靜 1986年（棕色）      | Halo          | Cosmah             |
| 種馬 大震撼 2002年（棗色）                            | 週日寧靜 1986年（棕色）      | Wishing Well  | Understanding      |
| 種馬 大震撼 2002年（棗色）                            | 週日寧靜 1986年（棕色）      | Wishing Well  | Mountain Flower    |
| 種馬 大震撼 2002年（棗色）                            | 風中秀髮 1991年（棗色）      | Alzao         | 利法爾             |
| 種馬 大震撼 2002年（棗色）                            | 風中秀髮 1991年（棗色）      | Alzao         | Lady Rebecca       |
| 種馬 大震撼 2002年（棗色）                            | 風中秀髮 1991年（棗色）      | Burghclere    | Busted             |
| 種馬 大震撼 2002年（棗色）                            | 風中秀髮 1991年（棗色）      | Burghclere    | Highclere          |
| 繁殖雌馬 Halwa Sweet 2001年（栗色）                   | Machiavellian 1987年（棗色） | 淘金者        | Raise A Native     |
| 繁殖雌馬 Halwa Sweet 2001年（栗色）                   | Machiavellian 1987年（棗色） | 淘金者        | Gold Digger        |
| 繁殖雌馬 Halwa Sweet 2001年（栗色）                   | Machiavellian 1987年（棗色） | Coup de Folie | Halo               |
| 繁殖雌馬 Halwa Sweet 2001年（栗色）                   | Machiavellian 1987年（棗色） | Coup de Folie | Raise the Standard |
| 繁殖雌馬 Halwa Sweet 2001年（栗色）                   | Halwa Song 1996年（栗色）    | 雷利耶夫      | 北地舞人           |
| 繁殖雌馬 Halwa Sweet 2001年（栗色）                   | Halwa Song 1996年（栗色）    | 雷利耶夫      | Special            |
| 繁殖雌馬 Halwa Sweet 2001年（栗色）                   | Halwa Song 1996年（栗色）    | Morn of Song  | 害羞新郎           |
| 繁殖雌馬 Halwa Sweet 2001年（栗色）                   | Halwa Song 1996年（栗色）    | Morn of Song  | Glorious Song      |
| 雌系：Glorious Song系（號族：12-c）                   |                              |               |                    |
| 五代內近親交配：Halo 3×4×5、北地舞人 5×4、Natalma 5×5 |                              |               |                    |

## 命名由來
名字Verxina（ヴィルシーナ）於俄語中，帶有絕佳、絕頂的意思，香港則翻譯为「極峰」。

## 外部連結
- 極峰 netkeiba.com （页面存档备份，存于）
- 血統表 （页面存档备份，存于）